# Cadaval
Cadaval (kɐdɐ'vaɫ) è un comune portoghese di 13 943 abitanti situato nel distretto di Lisbona.

## Società

### Evoluzione demografica
| Popolazione di Cadaval (1801 – 2004) | Popolazione di Cadaval (1801 – 2004) | Popolazione di Cadaval (1801 – 2004) | Popolazione di Cadaval (1801 – 2004) | Popolazione di Cadaval (1801 – 2004) | Popolazione di Cadaval (1801 – 2004) | Popolazione di Cadaval (1801 – 2004) | Popolazione di Cadaval (1801 – 2004) | Popolazione di Cadaval (1801 – 2004) |
| ------------------------------------ | ------------------------------------ | ------------------------------------ | ------------------------------------ | ------------------------------------ | ------------------------------------ | ------------------------------------ | ------------------------------------ | ------------------------------------ |
| 1801                                 | 1849                                 | 1900                                 | 1930                                 | 1960                                 | 1981                                 | 1991                                 | 2001                                 | 2004                                 |
| 4001                                 | 6388                                 | 10731                                | 14728                                | 17287                                | 14474                                | 13516                                | 13943                                | 14385                                |

## Freguesias
- Alguber
- Cadaval
- Cercal
- Figueiros
- Lamas
- Painho
- Peral
- Pêro Moniz
- Vermelha
- Vilar